# Shahr-e Zow
Shahr-e Zow (farsi شهرزو) è una città dello shahrestān di Kalat, circoscrizione di Zavin, nella provincia del Razavi Khorasan in Iran. Aveva, nel 2006, una popolazione di 4.053 abitanti.